# بهنام سراج
بهنام سراج (مواليد 19 يونيو 1971) هو لاعب كرة قدم. يلعب مع منتخب إيران لكرة القدم. سبق له أن لعب في كأس العالم لكرة القدم مع منتخب بلاده.

## روابط خارجية
- بهنام سراج على موقع الاتحاد الدولي (مؤرشف)  (الإنجليزية)
- بهنام سراج على موقع قاعدة بيانات كرة القدم.إي يو (الإنجليزية)
- بهنام سراج على موقع ناشيونال فوتبول تيمز (الإنجليزية)
- بهنام سراج على موقع كووورة